# René Margotton
 (juillet 2019).
Pour les articles homonymes, voir Margotton.
René Daniel Margotton, né le 18 novembre 1915 à Roanne (Loire) et mort le 22 décembre 2009 à Paris, est un peintre, illustrateur et lithographe français.

## Biographie
René Margotton n'a pas connu son père, dessinateur et violoniste de talent disparu en 1915 sur le champ de bataille de la Marne. Dès sa prime enfance il se passionne pour le dessin, les couleurs, et peint ses premières huiles à Marseille. Il peindra sa première peinture à l'huile en 1927 à l'âge de 12 ans. Habitant Roanne avec sa mère et son frère Henri, il devance l'appel, s'engage dans l'aviation. Mobilisé en 1939, l'armistice lui permet de retrouver son foyer et de reprendre ses travaux. C'est vers cette époque en 1941 qu'il découvre les maîtres contemporains de l'Art Moderne et prend contact avec Jean Puy son compatriote. Il peint beaucoup sur le motif et présente plusieurs expositions, en province, . La difficile période de l'Occupation passée, il s'établit à Paris en 1945 dans un appartement du 17e arrondissement avec son épouse et ses deux enfants Roland et Bernard (Bernard Romain).

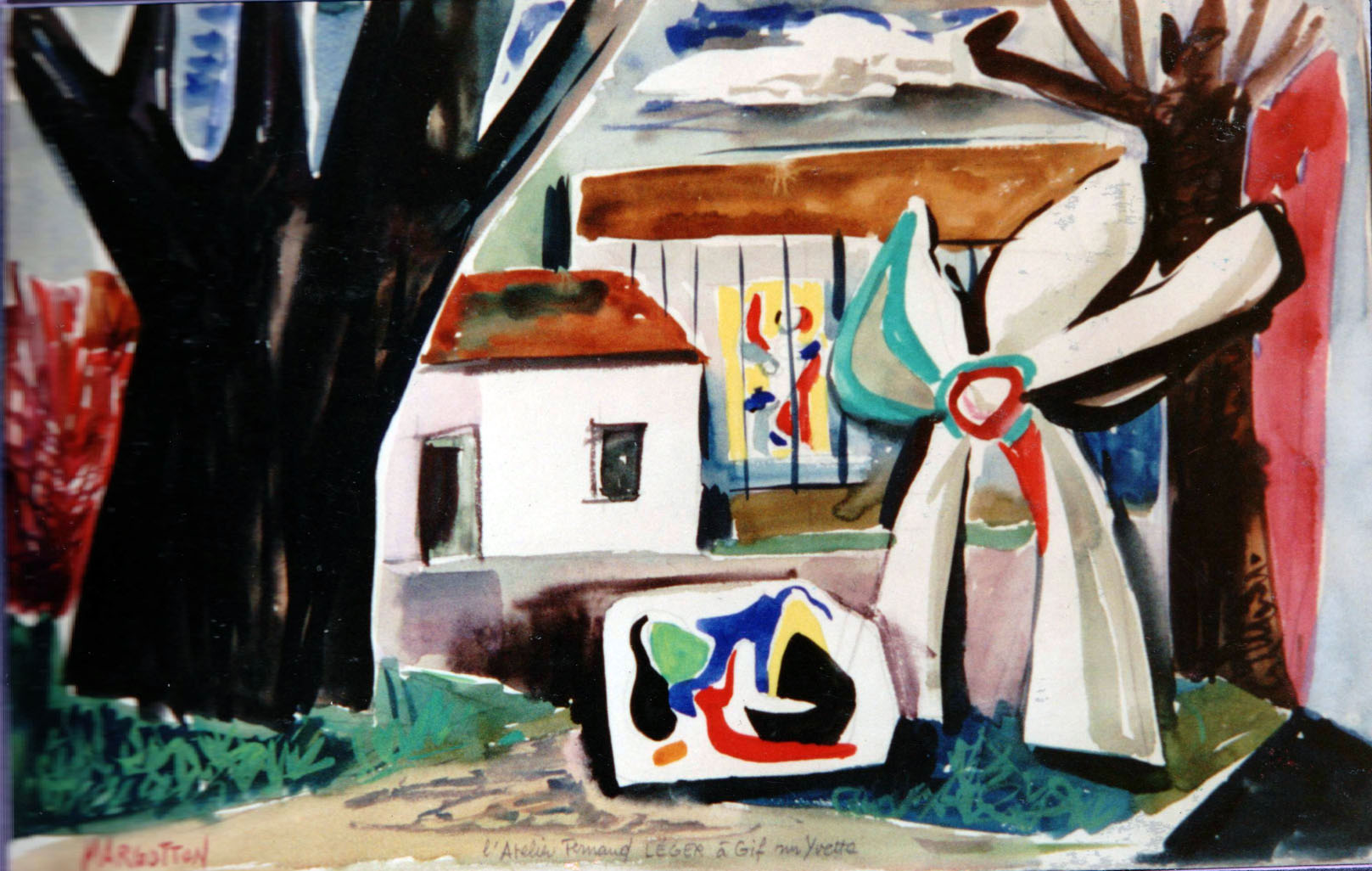
Atelier Fernand Léger à Gif-sur-Yvette (1955).

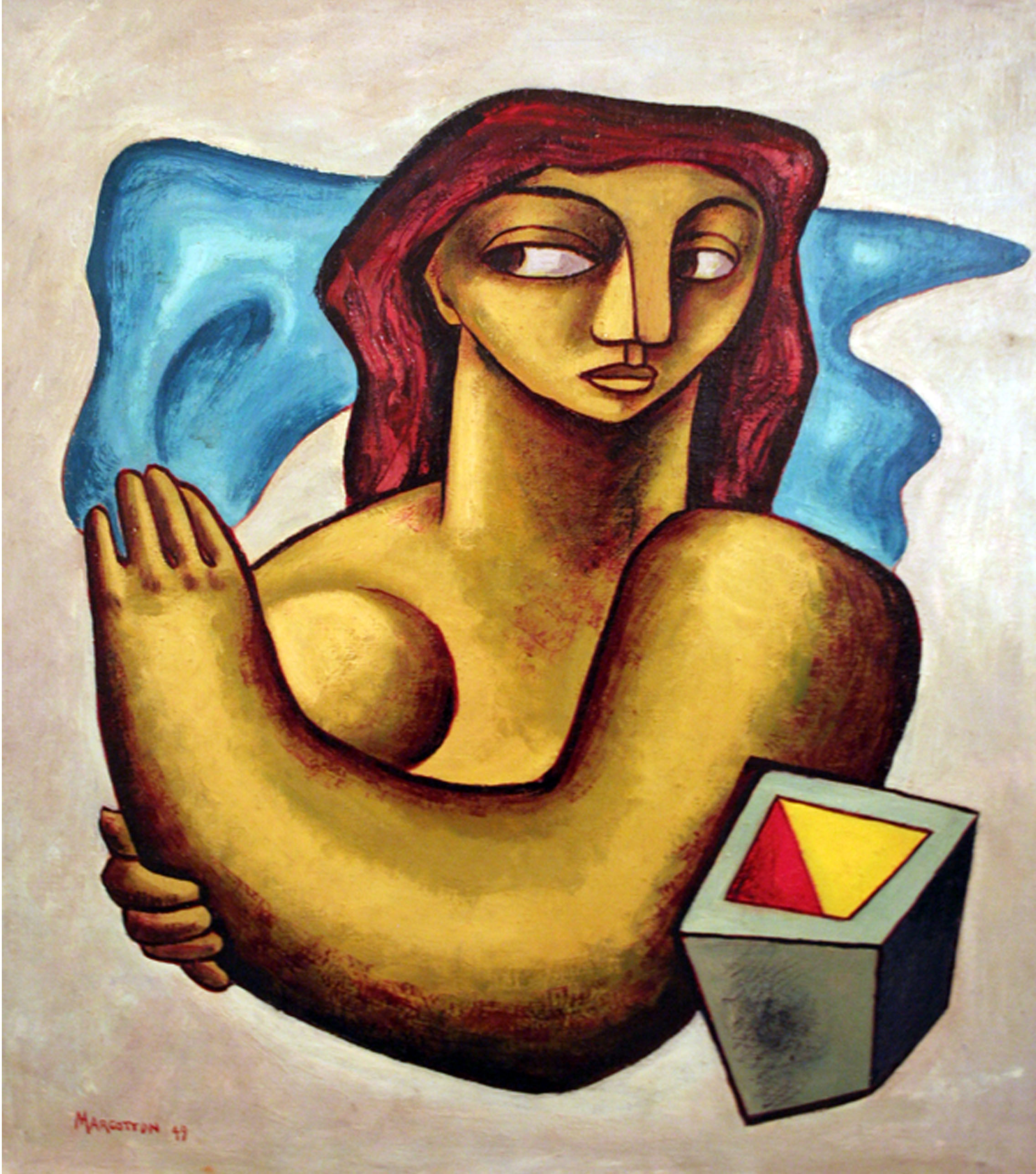
L'annonciation (1949).

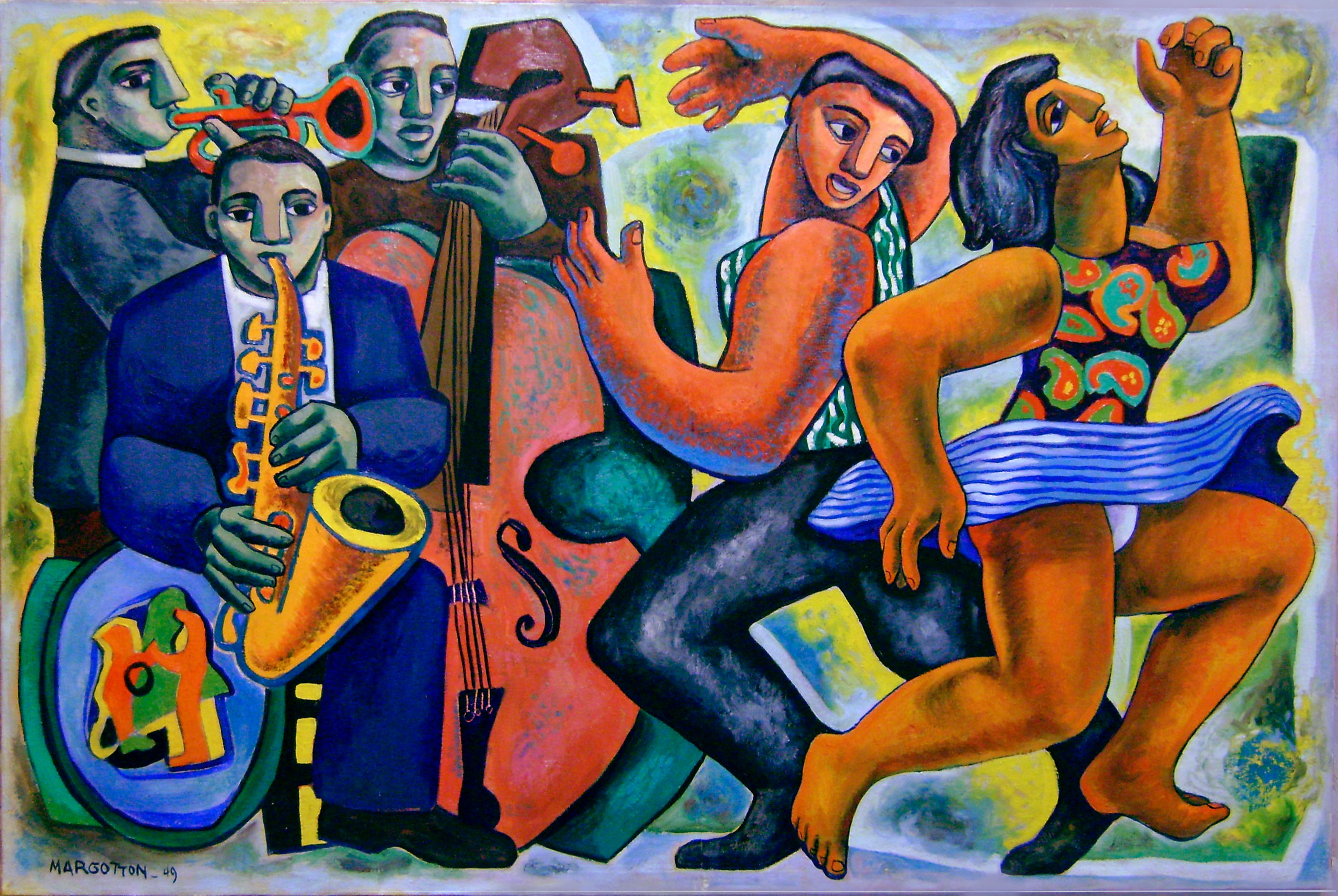
Be-bop (1949).

Il entre à l'École des beaux-arts. Il fréquente beaucoup les musées et entre dans l’atelier de Fernand Léger en 1948, peintre pour lequel il éprouve une grande admiration et dont il conservera l'amitié jusqu’à sa mort en 1955. Au cours d'une de ses nombreuses visites, il peindra une gouache de l'atelier de Fernand Léger à  Gif-sur-Yvette représentant la maison dite "Le Gros Tilleul" en raison de l'arbre qui trônait devant, avec une œuvre du maître "la fleur qui marche". C'est dans cette maison que décédera Fernand Léger quelques jours après.
Dans ses mémoires d'une jeunesse un peu folle, Margotton évoque sa vie à Montparnasse « Ah ! Montparnasse ! A chaque fois, cette exclamation emplit mon cœur d'une douce émotion nostalgique. Je revis les souvenirs de ma jeunesse aux Beaux-Arts où j'étais le condisciple de Bernard Buffet. c'étaient les années 46 à 50. Ma mère habitait près d'Alésia, j'étais presque un "Montparnos". Avec ma petite épouse nous allions dans les caves de Saint-Germain-des-Prés, l'on y rencontrait Juliette Gréco, Claude Luter, et puis les rendez-vous du peintre à La Coupole, les anciens évoquant les années 20, les Années folles ! Avec les amis, les copains, nous "buvions" leurs récits, emportés d'espoir, de réussite, de célébrité ! Et l'on en rencontrait des célébrités... Quelques années plus tard, je côtoyais Maurice Utrillo, Raoul Dufy, Foujita et bien d'autres devenus célèbres, que vendaient mes marchands. C'est encore à Montparnasse que je fis mes premières expositions,; je travaillais alors à l'atelier de Fernand Léger, quel bon maître ! ; Ah oui ! Montparnasse sera toujours et plus que jamais le symbole d'une époque où les artistes vivaient d'un quotidien souvent difficile, mais combien libres et heureux. » C’est concrètement pour l'artiste, sur le plan économique, la vie difficile décrite dans la chanson de Charles Aznavour : La Bohème.
Il conservera un certain temps l’influence de Fernand Léger avant de trouver sa propre voie. Il est donc l’héritier des cubistes et considéré comme l'un des derniers, avec tout ce que cela implique de rigueur et d’équilibre dans la composition de ses peintures.
Dans sa préface sur Margotton, Alain Bosquet de l'Académie Française écrit : « La féerie qui préside à ces paysages, Margotton l'introduit avec le même bonheur dans ses scènes de genre. Tous ses jeunes hommes sont des merlin qui descendent d'une autre planète pour nous étourdir et nous détourner de notre raison ; toutes ces jouvencelles sont des fées qui pourraient, comme les valseuses de Hoffmann, se révéler de cire et de soupir, afin de mieux nous tuer d'émotion. Même ses tableaux religieux - qui ne manquent pas de souffle épique - Margotton les baigne d'étrangeté: un lyrisme où nous reconnaissons mille jalons de notre passé et qui s'agrémentent de bonheurs nouveaux. Je pourrais, si je me voulais pédant, dire que ce peintre réussit, pour les amateurs d'avant-garde ou de philosophie, à rendre abstrait le concret, à conjuguer le figuratif et le non-figuratif et à substituer au sein même de l'image les éléments chargés de la nier. Ces arguties-là seraient pertinentes et sans effet : Margotton a le don d'émerveillement, et celui-ci ne souffre pas l'exégèse pesante. Contentons-nous, en sa compagnie, d'avoir des ailes. »

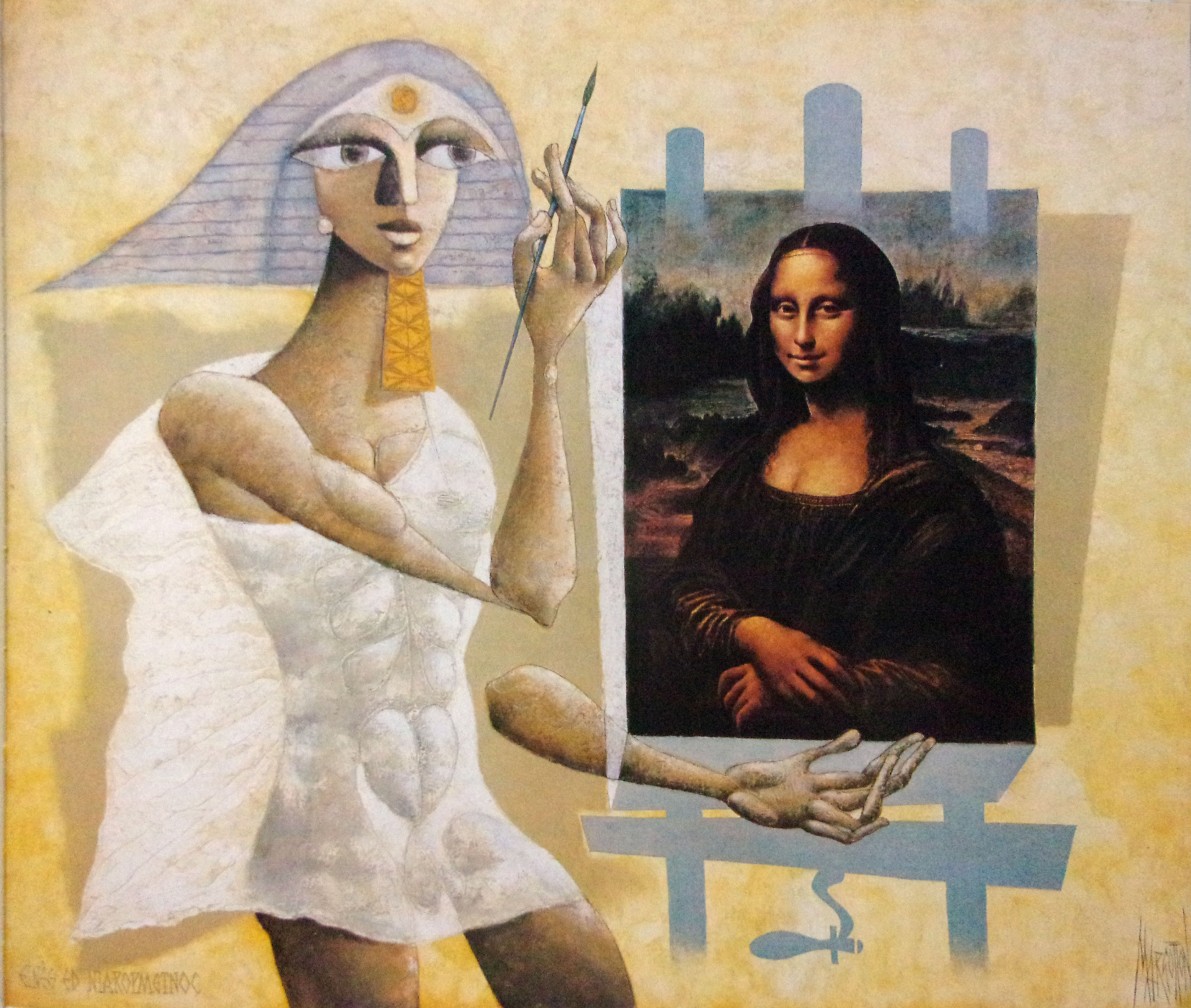
Contemporain peignant la Joconde.

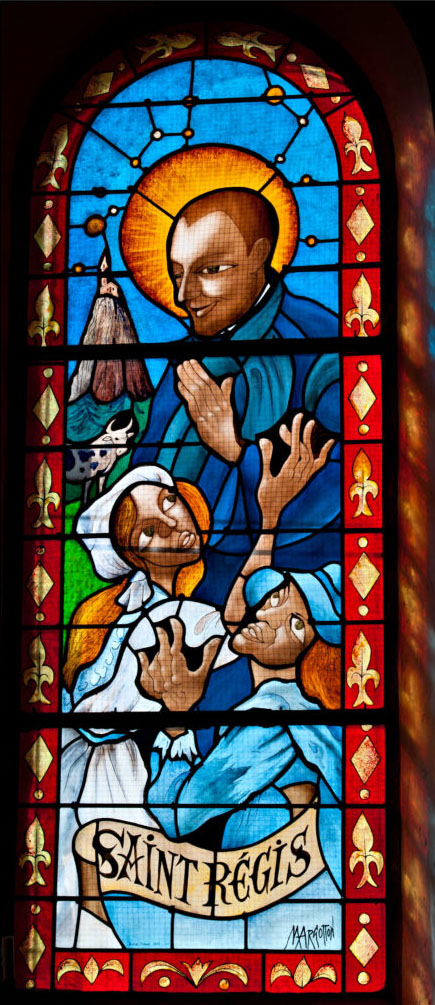
Vitrail pour le palais des évêques, Musée Margotton.

De nombreuses expositions,  notamment avec l'École de Paris,  le font dès lors connaître des collectionneurs français et étrangers et ses œuvres empreintes de féerie et de sensualité obtiennent vite un succès mondial. Consacré plus tard « peintre de la lumière » , on trouve dans ses compositions hardies un climat souvent surréaliste qui ajoute dans toutes ses toiles un élément cosmique. Par la technique et la puissance de ses couleurs, il fait penser aux grands maîtres de la Renaissance italienne. Marcel Espiau voit dans son œuvre « une faculté d'invention nerveuse, une tension cérébrale qui force les portes de l'inconnu. Il crée. Ce n'est point d'ailleurs, qu'il se sépare tout à fait des formes habituelles, mais il les malaxe dans une architecture si personnelle, qu'elles prennent parfois des aspects provocants. »
En 1979, il participe à la biennale internationale de l’art sacré. Il se lance ensuite dans des réalisations en gemmail, un art du vitrail qu’il pratiquera pour des compositions destinées à diverses églises dont l'Église Saint-Martin de Valaurie,  la Basilique Saint-Martin de Tours et la basilique Saint-Pie-X à Lourdes où 20 gemmaux ont été exécutés d’après ses œuvres entre 1989 et 1993 .
Dans un texte manuscrit qu'il écrira vers la fin de sa vie transparait sa passion pour le mysticisme et le fantastique « Ne suis-je pas né d'autres vies, d'autres sphères, envoyé dans cette vie, sur cette planète... » 
Il décède le 22 décembre 2009 dans son atelier parisien du 44 de la rue des Moines et sera enterré à Roanne dans sa ville natale. Le Ministre de la Culture Frédéric Mitterrand lui rendra hommage en référence à la poésie de son œuvre « C'est un grand artiste qui s'en va et un homme d'une rare qualité d'âme qui, tout au long de sa vie, nous aura fait rêver ».
En septembre 2010, à Albi, une grande rétrospective de son œuvre est organisée dans la  vermicellerie d'Albi, les Moulins Albigeois.    

### Le musée Margotton
L'ancien Palais des Évêques de Bourg-Saint-Andéol abrite le musée Margotton. Son œuvre sacrée est exposée dans la chapelle de style néo-gothique du XIXe siècle et dans différentes salles. D'autres peintures sont visibles dans les salles du palais.

## Œuvres

### Ouvrages illustrés
- La Duchesse de Langeais d'Honoré de Balzac  Librairie Szabo, Vichy, 1947..
- Historique de Vichy de Maurice Constantin-Weyer 1947.
- HISTOIRE DE L'Église réformée de France de Roanne des origines à nos jours.Imprimerie de l'Union Républicaine - 1943
- Yvonne Morancé Le page de Dame Agnès 1946. Margotton PARIS, Presses de la Cité 77, Boulevard Saint-Michel Imprimeries Bellenand, Fontenay-aux-Roses - Novembre 1946 Éditeur N° 57.
- Joseph-Marie Lo Duca, Érotique de l'Art reproductions, dessins et peintures.
- La Montagne magique de Thomas Mann, Genève, Éditions Famot, Encyclopédie française.
- Œuvres galantes, introduction de Maurice Constantin-Weyer, Vichy, Librairie Szabo, 1946.

### Lithographies
- Éditions La Gravure, Hautot, France Reproductions, Paris.
- Éditions Stehli, Zurich.
- Éditions Froost & Reed, Bristol, Manschi, Londres.
- Éditions Verkerke, Pays-Bas.
- Éditions Arnaud de Vesgre, Neuilly-sur-Seine.

## Collections publiques
- Palais des Évêques de Bourg-Saint-Andéol
- Musée d'Art et d'Histoire de Narbonne.
- Église Saint-Martin de Valaurie.
- Musée Fabre de Montpellier.
- Musée du Gemmail à Tours.
- Basilique Saint-Martin de Tours.
- Oratoire de la Sainte-Face à Tours.
- Église Saint-Louis-du-Forez à Roanne.
- Musée de Sarreguemines.
- Basilique Saint-Pie-X à Lourdes.
- Musée d'Art moderne de la ville de Paris.
- Musée du Bourget.
- Musée de  Saint-Maur.
- Musée national du Cambodge.
- Consulat de Panama à Bâle.
- Musée d'Art de Stockton University, New Jersey, USA

## Collections privées
- Jef Friboulet, Yport, Barques dans le port, huile sur toile 61 x 46 cm[21].

## Salons
- Sociétaire du Salon d'automne et de la Société nationale des beaux-arts[22].
- Salon des indépendants.
- Salon des artistes français.
- Salon Comparaisons.
- Salon des peintres témoins de leur temps[23].
- Salon de l'école française[24],[25]
- Salon Grands et Jeunes d’aujourd’hui[26].
- Salon Terres Latines[27].

## Expositions

### Expositions personnelles
Depuis 1937 :
- Paris.
- États-Unis.
- Luxembourg.
- Nouvelle-Calédonie[28].
- Philadelphie.

### Expositions collectives avec "l'École de Paris"[29]
Depuis 1949 :
- Paris.
- Tunisie.
- Luxembourg.
- Italie.
- Allemagne.
- Danemark.
- Finlande.
- États-Unis.
- Maroc.
- Grande-Bretagne.
- Belgique.
- Suisse.
- Côte d’Ivoire.
- Nouvelle-Calédonie.
- République de Singapour.
- Gabon.
- Venezuela.
- Île de La Réunion.
- Guadeloupe.
- Pays-Bas.
- Chine.
- Taïwan.
- Hong-Kong.

## Radio, télévision et filmographie
René Margotton a participé à des débats radiodiffusés et a été présenté sur les chaînes de télévision américaines[réf. nécessaire]. La télévision française a réalisé plusieurs séquences sur son œuvre au cours d’expositions particulières et à son atelier parisien .
Le cinéaste Lucien Le Chevalier a réalisé un film sur l’œuvre de René Margotton .

## Récompenses
- 1979 : lauréat de la biennale internationale du gemmail et de l’art sacré, 1979 [32].
- 1979 : peintre de la Lumière.
- Prix international de peinture (JEA, France et Outre-Mer).
- Lauréat du gemmail de la Ville de Tours.

## Distinctions
- Chevalier des Arts et Lettres
- Médaille de vermeil de la Ville de Paris
- Promotion de la Reine Fabiola.
- Académicien d’Italie avec médaille d’or.
- Chevalier de l’encouragement au progrès.
- Officier du Mérite et Dévouement français [33].
- Officier de l’encouragement public (palmes).
- Commandeur avec palme d’or, Paris Critique[Quoi ?].
- Grand officier Merito cultural y Artistico Européo (Espagne).
- Officier du Mérite belgo-hispanique.